# 小行星21587
小行星21587（21587 Christopynn）是一颗绕太阳运转的小行星，为主小行星带小行星。该小行星于1998年9月26日发现。

## 轨道参数
小行星21587的轨道半长轴为2.8500323 UA，离心率为0.068。